# Jaquette de Clause

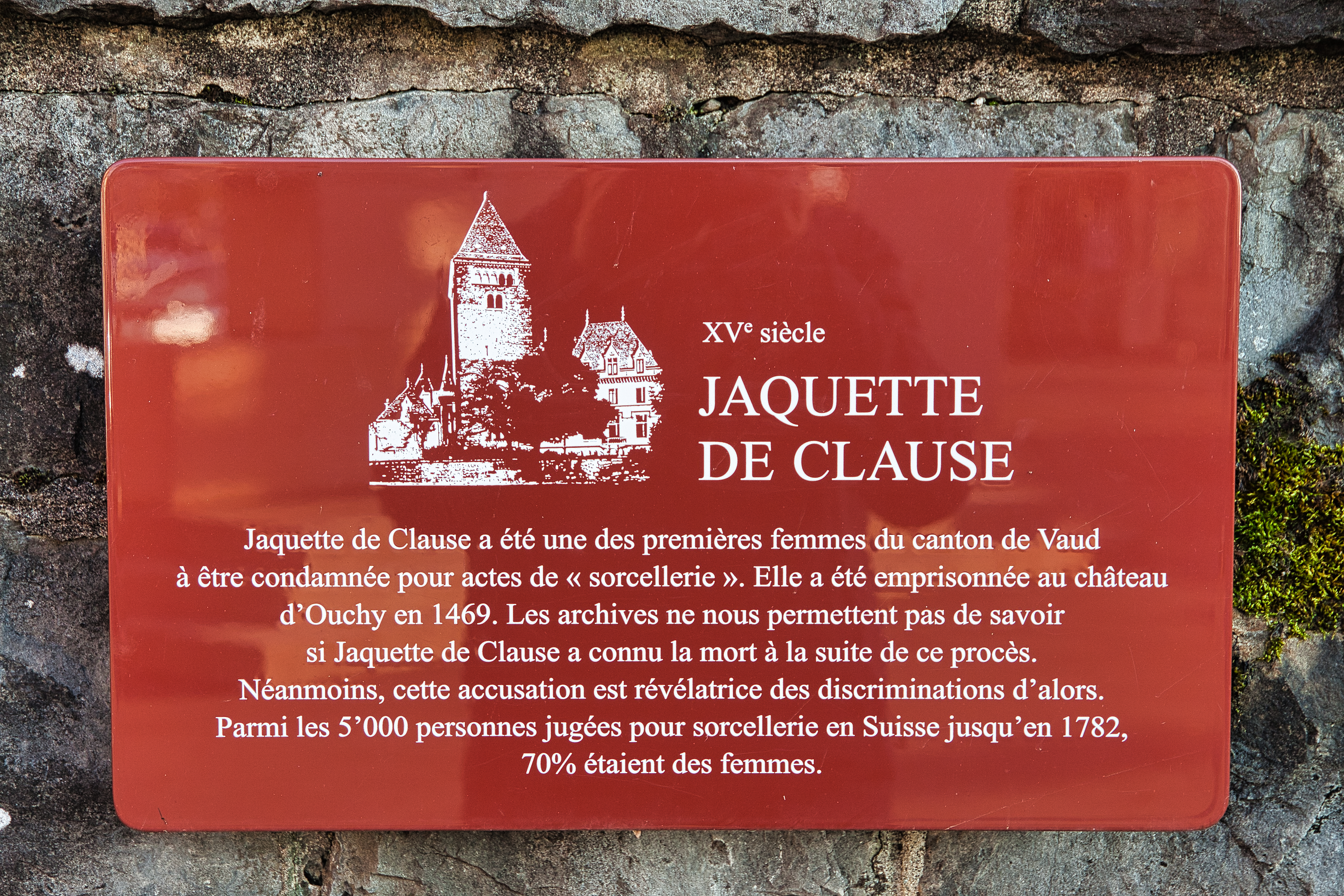
Gedenktafel für Jaquette de Clause am Schloss Ouchy in Lausanne

Jaquette de Clause wurde während der Hexenverfolgung im Waadtland im 15. Jahrhundert vor Gericht gestellt. Sie stammt aus Vufflens-la-Ville und wurde wahrscheinlich zwischen Ende 1469 und Anfang 1470 im Schloss Ouchy in Lausanne inhaftiert.

## Verlauf des Prozesses

### Besonderheiten des Falls von Jaquette de Clause
Jaquette, die Witwe von Junod de Clause, wird zwischen Dezember 1469 und Januar 1470 vom Vize-Inquisitor Thomas Goga wegen Hexerei verurteilt. Sie wird beschuldigt, mit dem Teufel im Bunde zu sein, dessen Zeichen sie angeblich trägt und an einem Hexensabbat teilgenommen zu haben. Da der Schlossherr von Ouchy, Pierre Mayor, bei der Verhaftung unter den Zeugen war, wird vermutet, dass Jaquette im bischöflichen Schloss von Ouchy festgehalten wurde. 
Am 10. Dezember wird Jaquette de Clause ihren Schwiegersöhnen Antoine und Mermet de Clause gegenübergestellt, die selbst wegen Hexerei angeklagt sind. Vermutlich aufgrund ihrer Denunziationen wird ihre Schwiegermutter verhaftet. Im Protokoll steht, dass sie zwischen dem 11. und 13. Dezember schweigt. Um ein Geständnis zu erzwingen, wird gerichtliche Folter angedroht. Das Zwischenurteil sollte am 14. Dezember 1469 verkündet werden. An diesem Tag scheint es jedoch keine Gerichtsverhandlung gegeben zu haben.
Die Aufzeichnungen werden erst am 18. Januar 1470 fortgesetzt. Jaquette wird erneut von Thomas Goga befragt. Das Urteil lautet, dass Jaquette der Folter unterworfen werden solle, „bis die Wahrheit aus ihrem Mund kommt“. Sie wird der Estrapade unterzogen, der Aufhängung an den Armen, die auf dem Rücken zusammengebunden sind, wodurch ihr die Schultern ausgekugelt werden. Sie gesteht am darauffolgenden Tag.
Wie bei vielen Prozessen ist die Dokumentation lückenhaft und die Akten enden hier. Daher kann nicht mit Sicherheit festgestellt werden, ob Jaquette de Clause verurteilt oder freigelassen wurde, da es keine ausreichenden Beweise und kein Geständnis gibt.
Der Fall von Jaquette de Clause steht in einer Reihe von Hexenprozessen im Waadtland, die dort um 1460 von der dominikanischen Inquisition durchgeführt wurden. Sie zeugt auch von den Spannungen zwischen der Stadt Lausanne auf der einen und der Inquisition und dem Bischof auf der anderen Seite. Obwohl Jaquettes Heimatdorf Vufflens-la-Ville kein bischöfliches Gebiet war, gelang es dem Bischof, seine Autorität bis in dieses Gebiet auszudehnen. Kathrin Utz Tremp nimmt an, dass die Mitglieder der Familie de Clause Vasallen des Adligen Amédée de Mayor gewesen sein könnten, der seinerseits ein Vasall des Bischofs von Lausanne war. Er soll die Witwe seines ehemaligen Vasallen Junod de Clause dem Bischof von Lausanne übergeben haben, um seine Position und die des Inquisitionsgerichts von Lausanne in den Randgebieten zu stärken. Obwohl die Autorität der Inquisition nicht in Frage gestellt wurde, duldeten die Bürger von Lausanne nicht, dass ein Verdächtiger im bischöflichen Schloss von Ouchy in Abwesenheit der bürgerlichen Vertreter Lausannes festgehalten und gefoltert wurde. Dieser Verfahrensfehler könnte dazu geführt haben, dass Jaquette de Clause freigelassen wurde.

## Gedenken durch die Stadt Lausanne
Am Schloss Ouchy in Lausanne wurde im Dezember 2020 eine Gedenktafel angebracht. Sie soll symbolisch für alle Menschen stehen, die der Hexenverfolgung im Waadtland zum Opfer gefallen sind. Außerdem wird Jaquette de Clause in der Broschüre 100 femmes qui ont fait Lausanne gewürdigt.